# Mateo Múgica
Mateo Múgica Urrestarazu  (Idiazábal, 21 de septiembre de 1870 - Zarauz, 27 de octubre de 1968) fue un clérigo español, obispo de Vitoria.

## Formación y carrera eclesiástica
Se formó en la extinta Universidad de Oñate e ingresó en el Seminario de Vitoria. Doctorado en Teología en Salamanca, apoyó la difusión de la cultura vasca a través de traducciones y numerosos sermones. El 20 de mayo de 1918 fue consagrado obispo de El Burgo de Osma. En 1924 se le nombró obispo de Pamplona, y en 1928 obispo de Vitoria – que abarcaba las provincias de Vizcaya y Guipúzcoa, hasta que de acuerdo a la bula Quo Commodius del 2 de noviembre de 1949 de Pío XII, en 1950 se separan de la diócesis de Vitoria las diócesis de Bilbao y San Sebastián.

## La Segunda República y la Guerra Civil
El obispo, partidario de la monárquía, se posicionó políticamente contra la instauración de la Segunda República por lo cual en 1931 Miguel Maura, ministro de la Gobernación, ante el “carácter marcadamente político, tan extraño a su ministerio como peligroso para la paz pública” que el señor Obispo de Vitoria confería a sus visitas “sometió a la reflexión del propio prelado la conveniencia de que se ausentara de España, evitando así que su presencia y su celo determinasen sucesos lamentables, seguramente lejanos a su voluntad, aun siendo ésta tan notoriamente extraviada en el orden político. El prelado acató la indicación y pasó la frontera francesa […]” para residir en Poitiers hasta 1933. 
Tras la sublevación, a los carlistas y a los militares insurgentes les irritaba la actitud de los prelados de Vitoria y Pamplona. Se recordaba que, durante la campaña electoral el obispo Múgica, decía que ser nacionalista vasco no era incompatible con ser un buen católico. A finales de julio, era tachado de “rojoseparatista”. Se llegó a temer por la vida de Múgica, ya que sus amigos estaban convencidos de que los militares planeaban asesinarle, por lo que el arzobispo de Valencia, que veraneaba en Burgos, intervino ante las autoridades para neutralizar esta acción. A finales de octubre, el nuevo gobierno de la dictadura militar de Franco en Burgos solicitó la expulsión de Múgica, y este marchó a Roma.
El 6 de agosto —cuando las noticias sobre las matanzas de religiosos en la zona republicana ya habían llegado a Álava (el obispo de Lérida, Salvio Huix Miralpeix, había sido asesinado el 5 de agosto)— se lee desde la radio de Vitoria una Carta pastoral conjunta de los obispos de Pamplona (Marcelino Olaechea) y Vitoria. Esta carta, antecedente a la consideración del conflicto armado como cruzada,  se refiere a la «colaboración vasco-comunista» y en ella se negaba la licitud de «fraccionar las fuerzas católicas ante el enemigo común», considerando enemigo común a «este monstruo moderno, el marxismo o comunismo, hidra de siete cabezas, síntesis de toda herejía» refiriéndose a la colaboración de los nacionalistas vascos con las fuerzas republicanas. 
No hay unanimidad en cuanto a quién fue el responsable último de la redacción de esta carta. Según algunos autores, la carta pastoral conjunta fue redactada por el cardenal primado Isidro Gomá, y habrían sido los propios Mateo Múgica y Marcelino Olaechea los que habían acudido a Gomá para solicitarle que elaborase un documento «en el que se declarara la improcedencia o ilicitud de la conducta del nacionalismo vasco». Para Gabriel Jackson, el autor de la carta fue únicamente Gomá. Con la idea de evitar una lucha fratricida entre católicos, el primado habría insistido ante Múgica y Olaechea para que redactasen la carta pastoral, condenando la oposición de los nacionalistas vascos a la sublevación. Finalmente la redactó él, enviándosela a los dos obispos para correcciones. A Olaechea le pareció muy fuerte, por lo que introdujo algunos añadidos y correcciones. Múgica quiso consultar con personas de su confianza de Bilbao antes de aprobar la redacción de Gomá. Pero la carta fue leída como conjunta por la radio de Vitoria sin el beneplácito de Múgica y sin las correcciones y añadidos de Olaechea. Como en Bilbao se conocían las circunstancias de esta carta, no fue aceptada como una verdadera pastoral, pese a que Múgica declarase en septiembre que no había sufrido ninguna presión para su redacción.
Poco después, el 10 de enero de 1937, el cardenal Gomá citó dicha pastoral sin reconocerla como obra suya.
El 26 de noviembre de 1936 recibió, ya en el exilio, una carta del sacerdote Alberto Onaindía en la que este le relataba los crímenes que el bando franquista estaba cometiendo en el País Vasco; entre otros, se narraban fusilamientos masivos de civiles y el asesinato de más de diecisiete sacerdotes, entre ellos el de Celestino Onaindía, hermano de su informante. También le reprochaba el silencio y la pasividad de las autoridades eclesiásticas españolas ante esa barbarie. El obispo Múgica transmitiría a la Santa Sede estas denuncias.

## Exilio, renuncia forzosa y regreso
Fue expulsado de su diócesis y de España en 1936 por orden del general Miguel Cabanellas, presidente de la Junta de Defensa Nacional. Junto con los cardenales Vidal y Barraquer y Segura, se negó a firmar la Carta Colectiva de los obispos españoles a los obispos del mundo, que se publicó el 1 de julio de 1937 y fue firmada por 48 prelados, de los que 8 eran arzobispos, 35 obispos y 5 vicarios capitulares. Fue obligado a renunciar a su diócesis a cambio de la de Cinna y se instaló en el País Vasco francés. Fue autorizado a regresar a España en 1947 estableciéndose en Zarauz, donde residió, ciego, hasta su muerte a los 98 años de edad. Sus restos reposan en la Catedral de Santa María de Vitoria.